# David Alfaro Siqueiros
David Alfaro Siqueiros (29. prosince 1896, Chihuahua – 6. ledna 1974, Cuernavaca) byl mexický malíř. Představitel tzv. muralismu, který preferoval ideologickou malbu na zeď ve venkovních městských prostorech. Tuto školu Siqueiros založil spolu s Diegem Riverou a José Clementem Orozcem a je považována za předchůdce graffiti. Byl fanatickým komunistou a ve svém marx-leninském a stalinistickém přesvědčení neváhal páchat ani teroristické činy.

## Život
Narodil se jako druhé ze tří dětí. Když mu byly čtyři roky, zemřela matka a děti byly poslány na výchovu k prarodičům. Pod vlivem své starší sestry se oprostil od náboženské výchovy svého otce a sympatizoval s revolučním hnutím v Mexiku započatým v roce 1910. Chtěl studovat umění a přestoupil z francouzsko-anglické koleje na Akademii San Carlos. Už v patnácti letech (1911) se zapojil do studentské stávky, která protestovala proti tradičním vyučovacím metodám. V šestnácti vstoupil do odboje proti mexickému prezidentovi Victorianovi Huertovi, nakonec vstoupil do revoluční armády, brzy se stal poručíkem a členem štábu. Současně jako mnozí umělci podporoval ve své tvorbě revoluční změny v Mexiku a nového prezidenta Carranza. V roce 1919 odjel jako vojenský atašé do Evropy, aby zde studoval nové směry umění. V Paříži se seznámil s další mexickým malířem Diego Riverou, který tam v té době žil. V roce 1922 po návratu do Mexika oba začali pracovat na vytváření nástěnných maleb v Ciudad de México a Guadalajaře. Siqueiros se zároveň intenzivně věnoval veřejné činnosti. Založil Syndikát malířů a sochařů a začal vydávat ilustrovaný časopis El Machete, pozdější orgán komunistické strany Mexika. Působil mezi horníky a zemědělci, vydával dělnický časopis Kladivo, angažoval se v odborech. V roce 1927 se jako vedoucí mexické delegace zúčastnil mezinárodního kongresu horníků v Moskvě, o dva roky později v Argentině. V roce 1930 byl zatčen pro účast na 1. máji a odsouzen. V té době vytvořil řadu obrazů a grafik s bojovnými náměty.
Roku 1932 byl za své komunistické aktivity vyhoštěn z Mexika. Odjel do Spojených států, kde učil na Chouinard School of Art v Los Angeles (1932–1933). Začal zde vyvíjet techniky pro venkovní nástěnné malby, k tomu začal jako vůbec první malíř používat stříkací pistoli (airbrush). Jako jeden z prvních malířů začal rovněž užívat průmyslově vyráběné barvy. V roce 1932 tam byl odhalen jeho první mural s názvem Dělnická schůze. Po návratu do Mexika se znovu zapojil do politického života.
Roku 1936 v New Yorku připravoval prvomájový průvod a organizoval generální stávku za světový mír. Tehdy se jí účastnil i mladý Jackson Pollock, který Sigueirovi pomáhal s přípravami stávky. V letech 1937–1938 se účastnil španělské občanské války. Roku 1940 se vrátil do Mexika v hodnosti plukovníka a společně s agentem stalinské tajné policie NKVD Josifem Grigulevičem 24. května spáchal atentát na Lva Trockého. (Tento atentát Trockij přežil, zemřel až na následky dalšího atentátu, který provedl agent NKVD Ramón Mercader.). Roku 1940 byl z Mexika podruhé vyhoštěn. V New Yorku vytvořil nástěnnou malbu o rozloze 100 m² s názvem Portrét buržoazie, maloval na Kubě a v Chile.
Po čtyřech letech se vrátil do Mexika, kde nastalo nejpříznivější období pro jeho tvorbu. Svými velkoformátovými díly se podílel na výzdobě nově budovaných veřejných institucí a středisek. Siqueiros žil v umělecké čtvrti San Angel v hlavním městě Mexika, podobně jako jeho přátelé Rivera a Orozco. Ve svém domě zřídil uměleckou dílnu, kde tvořilo mnoho jeho žáků a společně připravovali velké projekty.
V letech 1960–1964 byl v Mexiku znovu vězněn pro podněcování nepokojů. V této době tvořil plátna menších rozměrů. V Sovětském svazu roku 1966 získal Leninovu cenu za mír. V roce 1968 se Siqueiros stal prezidentem Akademie umění v Ciudad de México.
Napsal řadu teoretických článků a úvah věnovaných výtvarnému umění a počátkem sedmdesátých let 20. století začal diktovat své paměti.

## Dílo

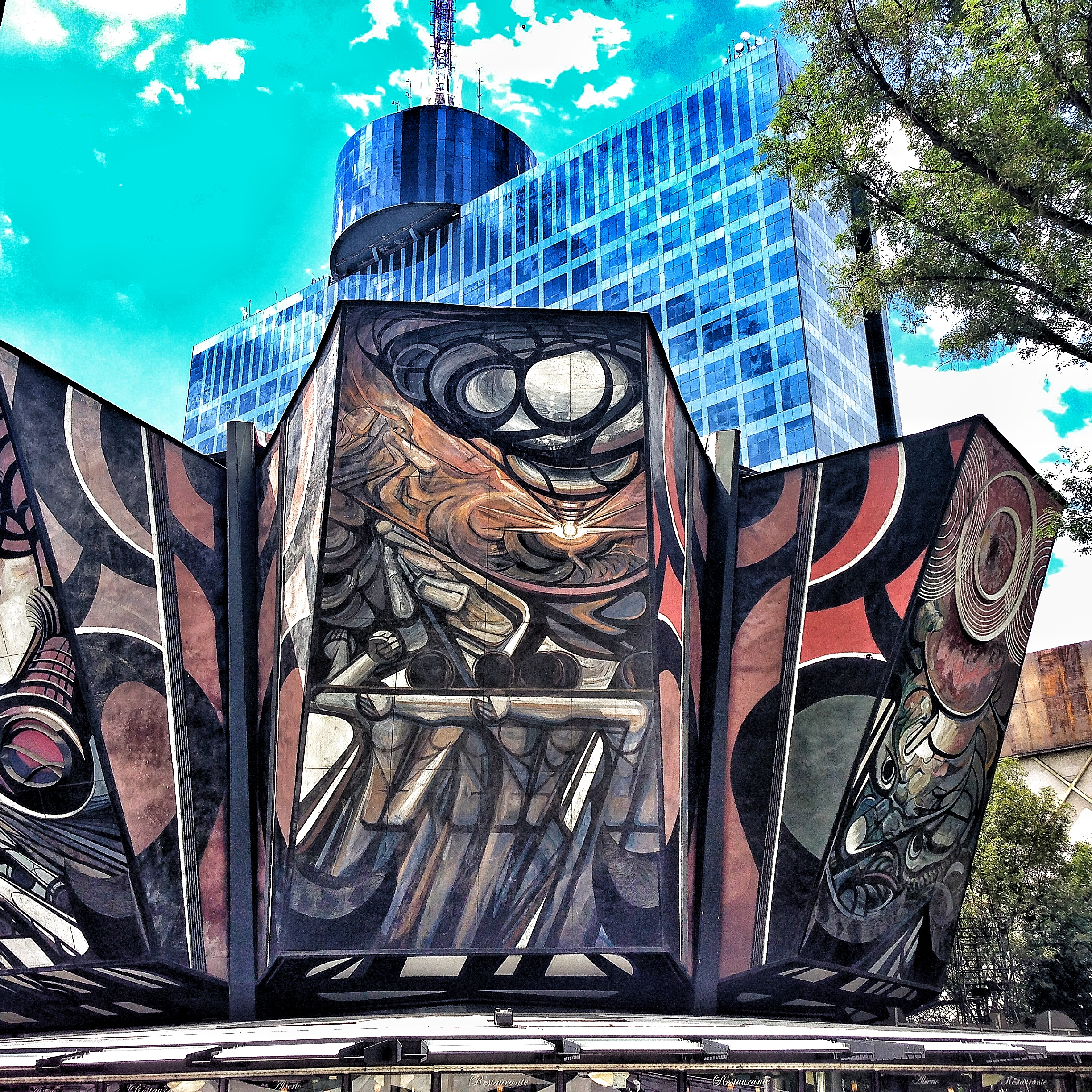
Polyforum

Siqueiros odmítal umění vytvářené pro muzea a soukromé sbírky. Mexické výtvarné umění mělo podporovat národní a lidové tradice, a to především formou velkoformátových nástěnných maleb a fresek na zdech veřejných budov. Do národní symboliky vkládal myšlenku boje za sociální spravedlnost, proti imperialismu a válkám. Při tvorbě velkoformátových děl využíval nové technické prostředky a metody, pyroxilinové (nitrocelulózové) barvy, stříkací pistole, fotografickou projekci.
Mezi jeho nejznámější díla patří malba na zeď budovy Odborů mexických elektrikářů nazvaná Soud fašismu (1939–1940). Další známá freska se nachází na budově Universidad Nacional Autónoma de México v Ciudad de México nazvaná Vzestup kultury. S Diegem Riverou a José Clementem Orozcem pracoval na výzdobě schodiště pro Národní přípravnou školu v Ciudad de México.
V šedesátých letech navrhl a vyzdobil Polyforum, kulturní, politické a společenské zařízení v hlavním městě, kde se v hlavní části Forum universal nachází jeho největší nástěnná malba La Marcha de la Humanidad (Pochod lidstva).

### Výstava v Praze
V roce 1974 se Siqueiros chystal otevřít v Praze svou celoživotní výstavu, zemřel však dříve než mohl být tento záměr realizován. V r. 1985 uspořádala Národní galerie v městské knihovně v Praze výstavu jeho obrazů, kreseb a litografií.